# Fortuna Düsseldorf
A Düsseldorfer Turn- und Sportverein Fortuna 1895 e.V., vagy röviden Fortuna Düsseldorf egy német labdarúgóklub, melynek székhelye az Észak-Rajna-Vesztfália tartományban fekvő Düsseldorf városában van. A csapat jelenleg a 2. Bundesligában szerepel.

## Története
A csapatot 1895-ben alapították, Turnverein Flingern 1895 néven. Sokáig a nyugat-német Bundesliga meghatározó csapata volt, és kétszer nyerték meg a Német kupát (1979, 1980). Bajnokságot a Bundesliga megalakítása előtt harminc évvel, 1933-ban nyertek. A német kupában ez a csapat az egyetlen, amelyik a kupasorozatban egymás után 18 mérkőzést nyert meg. (1978–1981)
A csapat többször letette névjegyét az európai kupasorozatokban, 1974-ben UEFA-kupa résztvevőként, majd 1979-ben a KEK-ben döntőt játszott Bázelben a Barcelona ellen, melyet tizenegyesekkel 3-4 arányban elvesztett.
A csapat többször is kiesett a Bundesligából, legutoljára 2013-ban. A kétezres évek első éveiben a csapat válságban volt, és rövid ideig a negyedosztályban is szerepelt.
Folyamatos pénzügyi problémái miatt többször is megmentők után kellett kutatnia, 2004-ben – a legismertebb esetként – a város híres zenekara, a Die Toten Hosen sietett segítségükre. A zenekar azelőtt sem volt idegen a csapat számára, hisz tagjait a legnagyobb szurkolók között tartják számon.
2008 januárjában a csapatvezetők bejelentették, hogy az idei cél a feljutás a Bundesliga 2-be. Mindez 2009. május 23-án valóra is vált, így a Fortuna tíz év után újra a másodosztályában folytatja a szezont. 2012-ben osztályozót követően tizenhat év után feljutott a Bundesligába, a vezetőedző ekkor Norbert Meier volt. A 2012–13-as Bundesliga szezont követően a 17. helyen végezve visszaestek a másodosztályba. Öt évnyi Bundesliga 2-es szereplést követően, 2018. április 28-án a Dynamo Dresden elleni győzelemmel harcolták ki, hogy újra az élvonalban szerepelhessenek a 2018-19-es idénytől. A szezont a másodosztály élén fejezték be. A vezetőedző Friedhelm Funkel volt, akinek így hatodik alkalommal sikerült feljutnia edzőként, ami rekord.

## Híres játékosok
| - Jörg Albertz - Klaus Allofs - Thomas Allofs - Jørn Andersen - Anthony Baffoe - Heiner Baltes - Manfred Bockenfeld - Rudolf „Rudi“ Bommer - Kurt Borkenhagen - Dieter Brei | - Michael Büskens - Andrzej Buncol - Richard Cyron - Jörg Daniel - Sven Demandt - Jupp Derwall - Igor Dobrovolszkij - Ralf Dusend - Atli Eðvaldsson - Holger Fach | - Dieter Herzog - Rainer Geye - Paul Janes - Szergej Juran - Erich Juskowiak - Wolfgang Kleff - Georg Koch - Egon Köhnen - Matthias Mauritz - Frank Mill | - Darko Pancsev - Michael Preetz - Jörg Schmadtke - Wolfgang Seel - Igli Tare - Toni Turek - Josef Weikl - Gerd Zewe - Gerd Zimmermann |

## Jelenlegi keret
2018. augusztus 31-i állapot. szerint
| #  |     | Poszt | Név                                                 |
| -- | --- | ----- | --------------------------------------------------- |
| 1  | GER | K     | Michael Rensing                                     |
| 3  | GER | V     | Andre Hoffmann                                      |
| 5  | TUR | V     | Kaan Ayhan                                          |
| 6  | USA | KP    | Alfredo Morales                                     |
| 7  | GER | KP    | Oliver Fink ()                                      |
| 8  | GER | KP    | Aymen Barkok (kölcsönben az Eintracht Frankfurttól) |
| 9  | BEL | CS    | Benito Raman                                        |
| 10 | GER | CS    | Marvin Ducksch                                      |
| 11 | TUR | KP    | Kenan Karaman                                       |
| 13 | POL | V     | Adam Bodzek                                         |
| 16 | NOR | CS    | Håvard Nielsen                                      |
| 18 | GER | V     | Gökhan Gül                                          |
| 19 | CRO | KP    | Davor Lovren                                        |
| 20 | BEL | KP    | Dodi Lukebakio (kölcsönben a Watfordtól)            |
| 21 | SWE | CS    | Emir Kujović                                        |

| #  |     | Poszt | Név                                          |
| -- | --- | ----- | -------------------------------------------- |
| 22 | AUT | KP    | Kevin Stöger                                 |
| 23 | GER | V     | Niko Gießelmann                              |
| 24 | GER | V     | Georgios Siadas                              |
| 25 | GER | V     | Matthias Zimmermann                          |
| 26 | GER | V     | Diego Contento                               |
| 27 | GER | KP    | Taylan Duman                                 |
| 28 | GER | CS    | Rouwen Hennings                              |
| 30 | GER | K     | Raphael Wolf                                 |
| 31 | GER | KP    | Marcel Sobottka                              |
| 32 | GER | V     | Robin Bormuth                                |
| 33 | JPN | KP    | Uszami Takasi (kölcsönben az Augsburgtól)    |
| 35 | POL | V     | Marcin Kamiński (kölcsönben a VfB Stuttgart) |
| 38 | GER | K     | Tim Wiesner                                  |
| 39 | GER | V     | Jean Zimmer                                  |
| 40 | CAN | KP    | Kianz Froese                                 |

## Az utóbbi évek helyezései
| Szezon  | Liga                      | Helyezés | Meccs | Gy | D  | V  | Gólok | Pontok |
| ------- | ------------------------- | -------- | ----- | -- | -- | -- | ----- | ------ |
| 1982/83 | Bundesliga                | 10.      | 34    | 11 | 8  | 15 | 63:75 | 30-38  |
| 1983/84 | Bundesliga                | 15.      | 34    | 11 | 7  | 16 | 63:75 | 29-39  |
| 1984/85 | Bundesliga                | 15.      | 34    | 10 | 9  | 15 | 53:66 | 29-39  |
| 1985/86 | Bundesliga                | 14.      | 34    | 11 | 7  | 16 | 54:78 | 29-39  |
| 1986/87 | Bundesliga                | 17.      | 34    | 7  | 6  | 21 | 42:91 | 20-48  |
| 1987/88 | Bundesliga 2.             | 5.       | 38    | 20 | 6  | 12 | 63:38 | 46-30  |
| 1988/89 | Bundesliga 2.             | 1.       | 38    | 19 | 11 | 8  | 85:52 | 49-27  |
| 1989/90 | Bundesliga                | 9.       | 34    | 10 | 12 | 12 | 41:41 | 32-36  |
| 1990/91 | Bundesliga                | 12.      | 34    | 11 | 10 | 13 | 40:49 | 32-36  |
| 1991/92 | Bundesliga                | 20.      | 38    | 6  | 12 | 20 | 41:69 | 24-52  |
| 1992/93 | Bundesliga 2.             | 21.      | 46    | 11 | 12 | 23 | 45:65 | 34-58  |
| 1993/94 | Oberliga Nordrhein        | 1.       | 30    | 23 | 6  | 1  | 65:23 | 52-8   |
| 1994/95 | Bundesliga 2.             | 3.       | 34    | 15 | 13 | 6  | 51:35 | 43-25  |
| 1995/96 | Bundesliga                | 13.      | 34    | 8  | 16 | 10 | 40:47 | 40     |
| 1996/97 | Bundesliga                | 16.      | 34    | 9  | 6  | 19 | 26:57 | 33     |
| 1997/98 | Bundesliga 2.             | 7.       | 34    | 13 | 7  | 14 | 52:54 | 46     |
| 1998/99 | Bundesliga 2.             | 18.      | 34    | 5  | 13 | 16 | 35:59 | 28     |
| 1999/00 | Regionalliga West/Südwest | 6.       | 36    | 13 | 14 | 9  | 53:35 | 53     |
| 2000/01 | Regionalliga Nord         | 16.      | 36    | 13 | 3  | 20 | 46:52 | 42     |
| 2001/02 | Regionalliga Nord         | 17.      | 34    | 8  | 8  | 18 | 36:57 | 32     |
| 2002/03 | Oberliga Nordrhein        | 8.       | 32    | 12 | 10 | 10 | 47:49 | 46     |
| 2003/04 | Oberliga Nordrhein        | 2.       | 34    | 21 | 8  | 5  | 60:30 | 71     |
| 2004/05 | Regionalliga Nord         | 8.       | 36    | 12 | 13 | 11 | 46:42 | 49     |
| 2005/06 | Regionalliga Nord         | 5.       | 36    | 18 | 9  | 9  | 62:47 | 63     |
| 2006/07 | Regionalliga Nord         | 10.      | 36    | 13 | 12 | 11 | 50:47 | 51     |
| 2007/08 | Regionalliga Nord         | 3.       | 36    | 19 | 7  | 10 | 49:29 | 64     |
| 2008/09 | 3. Liga                   | 2.       | 38    | 20 | 9  | 9  | 54:33 | 69     |
| 2009/10 | Bundesliga 2.             | 4.       | 34    | 17 | 8  | 9  | 48:31 | 59     |
| 2010/11 | Bundesliga 2.             | 7.       | 34    | 16 | 5  | 13 | 49:39 | 53     |
| 2011/12 | Bundesliga 2.             | 3.       | 34    | 16 | 14 | 4  | 64:35 | 62     |
| 2012/13 | Bundesliga                | 17.      | 34    | 7  | 9  | 18 | 39:57 | 30     |
| 2013/14 | Bundesliga 2.             | 6.       | 34    | 13 | 11 | 10 | 45:44 | 50     |
| 2014/15 | Bundesliga 2.             | 10.      | 34    | 11 | 11 | 12 | 48:52 | 44     |
| 2015/16 | Bundesliga 2.             | 14.      | 34    | 9  | 8  | 17 | 32:47 | 35     |
| 2016/17 | Bundesliga 2.             | 11.      | 34    | 10 | 12 | 12 | 37:39 | 42     |
| 2017/18 | Bundesliga 2.             | 1.       | 34    | 19 | 6  | 19 | 57:44 | 63     |
| 2018/19 | Bundesliga                | 10.      | 34    | 13 | 5  | 16 | 49:65 | 44     |
| 2019/20 | Bundesliga                |          |       |    |    |    |       |        |

## Stadionok
- Lichtplatz (1908–1919)
- Vennhauser Straße (1919–1930)
- Paul-Janes-Stadion (1930–1972, zeitweise 1975 und 2002–2005)
- Rheinstadion (1972–2002)
- LTU arena seit 2005

## Támogatók/Megmentők
- 1974/1975: Allkauf
- 1976/77–1988/89: ARAG
- 1989/90–1992/93: Zamek
- 1993/94–1998/99: Diebels Alt
- 1999/00–2000/01: Henkel KGaA
- 2001/02–2002/03: Die Toten Hosen
- 2003/04: Monkeys Island
- 2004/2005 óta: Stadtsparkasse Düsseldorf